# Fluido perfeito

O tensor energia-momento de um fluido perfeito contem somente os componentes diagonais.

Em física, um fluido perfeito é um fluido que pode ser completamente descrito por suas caracteríscas de densidade de energia de repouso {\displaystyle \rho } e pressão isotrópica {\displaystyle p}.
Fluidos reais são "pegajosos" e contém (e conduzem) calor. Fluidos perfeitos são modelos idealizados nas quais estas possibilidades são negligenciadas. Especificamente, fluidos perfeitos não têm esforços de cisalhamento, viscosidade, ou condução de calor.
Na notação de tensor, o tensor de energia-momento de um fluido perfeito pode ser escrito na forma
{\displaystyle T^{\mu \nu }=(\rho +p)\,U^{\mu }U^{\nu }+p\,\eta ^{\mu \nu }\,}
onde {\displaystyle U} é o campo vetorial velocidade do fluido e {\displaystyle \eta ^{\mu \nu }} é o tensor métrico do espaço-tempo de Minkowski.
Fluidos perfeitos admitem uma formulação Lagrangiana, a qual segue as técnicas usadas na teoria de campos aplicadas aos fluidos. Em particular, isto permite-nos quantizar modelos de fluidos perfeitos. Esta formulação Lagrangiana pode ser generalizada, mas infelizmente, condução de calor e tensões anisotrópicas não podem ser tratadas nestas formulações generalizadas.
Fluidos perfeitos são frequentemente usados em relatividade geral para modelar distribuições idealizadas de matéria, tais como no interior de uma estrela.

## Fluidos perfeitos em engenharia
Em engenharia (como as engenharias civil e química e ambiente), no estudo dos chamados fenômenos de transporte e determinadas aplicações da física, define-se que um fluido é dito perfeito, se for incompressível ({\displaystyle \rho }, sua densidade é constante), e se sua viscosidade for nula ({\displaystyle \mu =0}).
Um fluido perfeito nesta definição indica a ausência de tensões de cisalhamento entre as camadas do fluido dado. Assim, duas camadas que sejam adjacentes deste fluido podem se movimentar com velocidades diferentes (o que é chamado de slip flow) sem afetarem-se mutuamente por forças de atrito interno. A única influência que as camadas exercem entre si é devido a sua geometria, que deve estar compatível com a fronteira sólida (o "duto"). Para um fluido perfeito nesta definição existe a condição de deslizamento entre o fluido e a fronteira sólida. A única ação desta fronteira sólida é a de orientar a direção do escoamento do fluido, seu trajeto, sem nenhuma ação de força viscosa.
Deste modo, para tratar-se o problema modelarmente, qualquer camada do fluido pode ser substituída por uma lâmina de sólido de igual geometria, pois a configuração do escoamento em questão não se altera. Pode-se concluir, portanto, que as tensões de cisalhamento são grandezas que transmitem informações dinâmicas de uma camada de fluido para outra. Na ausência de tensões cisalhantes não há esta transmissão de informações entre as camadas de fluido. O estudo de fluidos perfeitos fornece informações qualitativas importantes, principalmente nas regiões de escoamento onde as forças viscosas são desprezíveis em relação às forças de inércia.